# Helen Messinger Murdoch
Helen Messinger Murdoch, née le 22 septembre 1862 à Boston et décédée le 29 mars 1956 à Santa Monica, est une photographe et aviatrice américaine, pionnière de l'utilisation des autochromes dans la photographie de voyage.

## Biographie
Originaire du Massachusetts, Helen Messinger Murdoch est la cadette d'une famille de cinq filles. Après une formation dans les arts, elle se consacre à la photographie dès les années 1890. Elle réalise d'abord des portraits monochromes, puis en 1907, elle découvre le procédé couleur Autochrome développé par Auguste et Louis Lumière. 
Fréquemment en visite à Londres, Helen Messinger Murdoch expose à la Wigmore Street Gallery, au Halcyon Women's Club et à la Society of Colour Photographers. En 1911, elle rejoint la Royal Photographic Society, dont elle devient membre dès 1912. En 1913, le photographe à 51 ans, lorsqu'elle devient la première femme photographe à faire le tour du monde, en utilisant des plaques autochromes et des négatifs noir et blanc. Son voyage la mène en Birmanie, en Chine, en Égypte, à Hawaï, à Hong Kong, en Inde, au Japon, en Palestine et aux Philippines.  
En octobre 1913, elle donne une conférence illustrée par ses diapositives à lanterne lors d'une réunion de la Royal Photographic Society qui fait salle comble. Elle rentre à Boston par la côte ouest en 1915. 
Incapable de poursuivre ses voyages pendant la Première Guerre mondiale, Helen Messinger Murdoch se tourne vers l'aviation et décide de prendre des cours de pilotage. Elle consacre également son travail photographique aux aviateurs et aviatrices, dont Lindbergh, Richard E. Byrd et Amelia Earhart. En 1928, elle réalise la première vue autochrome de Boston vue du ciel,. 
Helen Messinger Murdoch passe les années 1929 à 1933 à Londres, où elle compile des albums de voyage de ses photographies en noir et blanc. Elle rencontre des difficultés financières sur cette période. La Royal Photographic Society aurait organisée une collecte pour l'aider à payer son voyage de retour à Boston. Elle est également nommée membre honoraire de la Royal Photographic Society en 1934, ce qui la dispense de frais supplémentaires,. 
En 1944, Helen Messinger Murdoch s'installe à Santa Monica, en Californie, où elle décède en mars 1956. 

## Héritage
La collection de la Royal Photographic Society compte près de 600 autochromes et diapositives à lanterne d'Helen Messinger Murdoch, prises pour la plupart lors de son tour du monde.